# Буревісник (жіночий волейбольний клуб, Харків)
«Буревісник» — історичний жіночий волейбольний клуб з м. Харкова, УРСР — Україна. Заснований у 1938 році. Один з самих титулованих жіночих клубів України з волейболу. Виступали у вищій лізі Чемпіонату СРСР і УРСР. Клуб є чотирнадцятиразовим чемпіоном УРСР, дев'ятиразовим володарем кубка УРСР, неодноразовим учасником чемпіонатів і кубків СРСР.

## Досягнення
Чемпіонат УРСР 
- Чемпіон (14): 1940(літо), 1946, 1947, 1948, 1949, 1950, 1951, 1952, 1953, 1954, 1955, 1956, 1957(зима), 1959.
- Срібний призер (1): 1957(літо).
- Бронзовий призер (1): 1958.

Кубок УРСР 
- Володар (9): 1947, 1948, 1949, 1950, 1951, 1952, 1955, 1956, 1959.
- Фіналіст (3): 1946, 1953, 1954.

Чемпіонат СРСР 